# Gmina Bredebro
Gmina Bredebro (duń. Bredebro Kommune) - istniejąca w latach 1970-2006 gmina w Danii w  okręgu południowej Jutlandii (Sønderjyllands Amt). Siedzibą władz gminy było miasto Bredebro. Gmina Bredebro została utworzona 1 kwietnia 1970 na mocy reformy podziału administracyjnego Danii. 
Po kolejnej reformie administracyjnej w roku 2007 weszła w skład nowej gminy Tønder.

## Dane liczbowe
- Liczba ludności: (♀ 1868 + ♂ 1812) = 3680
  - wiek 0-6: 7,8%
  - wiek 7-16: 16,4%
  - wiek 17-66: 62,4%
  - wiek 67+: 13,5%
- zagęszczenie ludności: 24,5 osób/km²
- bezrobocie: 4,5% osób w wieku 17-66 lat
- cudzoziemcy z UE, Skandynawii i USA: 198 na 10 000 osób
- cudzoziemcy z krajów Trzeciego Świata: 120 na 10 000 osób
- liczba szkół podstawowych: 3 (liczba klas: 32)